# 积玉口镇
积玉口镇，是中华人民共和国湖北省潜江市下辖的一个乡镇级行政单位。

## 行政区划
积玉口镇下辖以下地区：
积玉村、柳剅村、花园村、资福村、新潭村、古城村、宝湾村、凤蛟村、关庙村、么口村、花亭村、太和场村、九牛观村、杨潭口村、万里镇村、董店村、荆河村、百花村、芦花村、荷花村、赤湖村、直属村、永乐村、郧府新村、镇直社区和张义嘴渔场生活区。